# بوبلز
بوبلز مسلسل رسوم متحركة أمريكي فرنسي يتكون من 44 حلقة بدأ عرضه لأول مره في 13 سبتمبر 1986 واستمر حتى 18 يوليو 1987 . تم دبجلة المسلسل للعربية .

## روابط خارجية
- بوبلز على موقع IMDb (الإنجليزية)
- بوبلز على موقع ميتاكريتيك (الإنجليزية)
- بوبلز على موقع كينوبويسك (الروسية)
- بوبلز على موقع ألو سيني (الفرنسية)
- بوبلز على موقع قاعدة بيانات الفيلم (الإنجليزية)